# Dražen Okuka
Dražen Okuka (Örebro, 1986. március 5. –) svéd-szerb szélső védő. Pályafutása során Magyarországon a Kaposvári Rákóczi, a Diósgyőri VTK és az MTK labdarúgója volt. A magyar élvonalban 179 mérkőzésen hat gólt szerzett. Édesapja, Dragan Okuka szintén labdarúgó, jelenleg edző.